# Томаш Гертл
Томаш Гертл (чеськ. Tomáš Hertl; 12 листопада 1993, м. Прага, Чехія) — чеський хокеїст, центральний нападник. Виступає за «Вегас Голден Найтс» у Національній хокейній лізі.
Вихованець хокейної школи «Славія» (Прага). Виступав за «Славія» (Прага), «Сан-Хосе Шаркс», «Вустер Шаркс» (АХЛ).
В чемпіонатах НХЛ — 753 матчі (230+282), у турнірах Кубка Стенлі — 69 матчів (25+18), станом на грудень 2024.
У складі національної збірної Чехії учасник чемпіонатів світу 2013, 2014 і 2015 (25 матчів, 4+5), учасник EHT 2013 і 2015 (11 матчів, 1+0). У складі молодіжної збірної Чехії учасник чемпіонатів світу 2012 і 2013. У складі юніорської збірної Чехії учасник чемпіонату світу 2011.